# Landes (Charente-Maritime)
Landes is een gemeente in het Franse departement Charente-Maritime en telt 524 inwoners (1999). De plaats maakt deel uit van het arrondissement Arrondissement Saint-Jean-d'Angély.

## Geografie
De oppervlakte van Landes bedraagt 16,05 km², de bevolkingsdichtheid is 32 inwoners per km².

## Demografie
Onderstaande figuur toont het verloop van het inwonertal (bron: INSEE-tellingen).

1. ↑  Populations de référence 2022.